# خورخي سواريس
خورخي سواريس هو لاعب كرة قدم برتغالي، ولد في 22 أكتوبر 1971 في Aljustrel (Fátima) ‏ في البرتغال. شارك مع منتخب البرتغال تحت 21 سنة لكرة القدم. أما مع النوادي، فقد لعب مع لوليتيانو ونادي أونياو دا ماديرا ونادي بنفيكا ونادي ماريتيمو.

## وصلات خارجية
- خورخي سواريس على موقع قاعدة بيانات كرة القدم.إي يو (الإنجليزية)
- خورخي سواريس على موقع عالم كرة القدم.نت (الإنجليزية)